# Kontener multimedialny
Kontener multimedialny – zasobnik dla wielu strumieni obrazów, audio/wideo, napisów, informacji o rozdziałach i metadanych (które umożliwiają ich poprawne wyświetlenie lub synchronizację w celu ich jednoczesnego odtworzenia), pozwalający na przechowywanie kompletnego materiału multimedialnego (obrazów, dźwięku lub filmu) w jednym pliku.
Niektóre kontenery audio:
- WAV (RIFF file format, używany na platformie Windows)
- AIFF (IFF file format, używany na platformie Mac OS)
- Extensible Music Format

Inne kontenery umożliwiają przechowywanie materiału AV w wielu formatach. Najpopularniejszymi z nich są:
- Interchange File Format
- AVI (standardowy kontener systemu Windows)
- Advanced Systems Format (standardowy kontener dla multimediów pakietu Windows Media – WMA oraz WMV)
- DVR-MS ("Microsoft Digital Video Recording", opracowany przez Microsoft, bazujący na ASF; używa MPEG-2 dla wideo oraz MPEG-1 Layer II lub Dolby Digital AC-3 (ATSC A/52) dla audio)
- MOV (standardowy kontener wideo QuickTime firmy Apple Inc.)
- MPEG-2 transport stream (TS, znany jako MPEG-TS) (standardowy kontener dla cyfrowej transmisji; przechowuje wiele strumieni AV, przewodnik po programach i MPEG-PS
- MP4 (standardowy kontener AV dla MPEG-4)
- Ogg (standardowy kontener audio dla kodeków Xiph.org, może również przechowywać wideo)
- OGM ("Ogg Media", standardowy kontener wideo dla kodeków Xiph.org)
- RealMedia (standardowy kontener dla RealVideo oraz RealAudio)
- Matroska / MKV (nie jest standardem dla wszystkich kodeków/systemów; jest rozwiązaniem open standard oraz open source)
- 3gp (do niedawna używany przez telefony komórkowe, obecnie niemal już całkowicie wyparty przez MPEG-4)
- VOB (standardowy kontener przechowujący obraz, dźwięk, napisy dialogowe oraz menu zapisane w jednym pliku z rozszerzeniem .vob na nośniku DVD-Video z kodowaniem MPEG-2)

Istnieje wiele innych formatów kontenerów multimedialnych dla materiału audio-wideo, takich jak, NUT Container, MPEG, MXF, ratDVD, Switch virtual interface, a także DivX Media Format (DMF)
Kontenery dla obrazów:
- Tagged Image File Format (przechowuje obrazy oraz skojarzone z nimi metadane)
- Flexible Image Transport System (przechowuje obraz – również w postaci "surowej" – oraz skojarzone z nim metadane)